# Eimeria harpodoni
Eimeria harpodoni is een soort in de taxonomische indeling van de Myzozoa, een stam van microscopische parasitaire dieren. Het organisme komt uit het geslacht Eimeria en behoort tot de familie Eimeriidae. Eimeria harpodoni werd in 1935 ontdekt door Setna & Bana.